# Студений потік (притока Попраду)
Студений потік (словац. Studený potok) — річка в Словаччині, ліва притока Попраду, протікає в округах Попрад і Кежмарок.
Довжина — 17.4 км.
Бере початок в масиві Високі Татри на висоті 1990 метрів — витікає з озер Рогачске плеса — із озера Збойніцке око. В Малій Студеній долині на руслі твориться Обровски водоспад. Протікає біля села Стара Лесна.
Впадає у Попрад біля села Велика Ломниця на висоті 644 метри.